# Río Ancasmayo
Ancasmayo o Angasmayo es el nombre grande dado por los quechuas a un río que constituiría el límite norte del Imperio incaico. Su localización es controvertida en la actualidad, algunos lo sitúan en el río Angasmayo, al sur de la ciudad de San Juan de Pasto en Colombia. También podría tratarse del río Guáitara o Carchi, en la actual frontera colombo-ecuatoriana, o del río Mayo, que marca el límite entre los departamentos colombianos de Nariño y Cauca.